# 望树镇
望树镇，是中华人民共和国河北省沧州市盐山县下辖的一个乡镇级行政单位。

## 行政区划
望树镇下辖以下地区：
望树村、于化村、前店村、后店村、曲庄村、南韩村、宋庄村、李振龙村、小王村、韩才风村、大丰村、于庵村、马坊村、东杨村、西杨村、刘郭铺村、李家铺村、叶茂李村、于庄村、魏庄村、毕庄村、前褚村、后褚村、付李村、志门韩村和小郭村。